# Hamdi Şensoy
Hamdi Şensoy (* 18. Dezember 1925 in Xanthi; † 18. April 2018 in Istanbul) war ein türkischer Architekt.
Şensoy absolvierte die Volksschule in Xanthi. Er bestand 1940 die staatliche Prüfung im türkischen Generalkonsulat Komotini, um danach das Gymnasium in Edirne zu besuchen. Da Edirne während des Zweiten Weltkrieges aus Sicherheitsgründen evakuiert wurde, schloss er seine Ausbildung in Sivas ab. 1952 schloss er sein Studium der Architektur an der Mimar Sinan Üniversitesi (MSÜ) ab. 1955 wurde er Assistent bei Sedad Hakkı Eldem an derselben Universität. 1970 bekam er den Professorentitel verliehen. Später wurde Şensoy zum Dekan der Fakultät für Architektur an seiner Heimuniversität. Er unterrichtet bis heute in der Projektwerkstatt der MSÜ.
Neben seiner akademischen Laufbahn leitete er sein 1952 gegründetes Architekturbüro namens Hamdi Şensoy Mimarlık.
2006 erhielt er den Mimar-Sinan-Architekturpreis.

## Bauten
Diese Liste führt lediglich einige Werke auf. Die komplette Liste umfasst 62 Bauten.
- Türkische Botschaft in Beirut, 1. Preis, 1968
- Bibliothek der Universität Istanbul, 1. Preis, 1965
- Türkische Botschaft in Lissabon, 1. Preis, 1963
- Sporthalle Bursa, 1. Preis, 1961
- Türkischer Pavillon Expo 58, 1. Preis, 1958
- Innenarchitektur des Reisi-Cumhur-Gebäudes des TBMM, 1. Preis, 1956